# Nasa limata
Nasa limata är en brännreveväxtart som först beskrevs av J.F. Macbr, och fick sitt nu gällande namn av Weigend. Nasa limata ingår i släktet färgkronor, och familjen brännreveväxter. Inga underarter finns listade i Catalogue of Life.